# لوفرو ميهيتش
لوفرو ميهيتش (بالكرواتية: Lovro Mihić)‏ (مواليد 24 مايو 1985) هو لاعب كرة يد كرواتي يلعب لصالح نادي فيسوا بوتسك البولندي ويمثل منتخب كرواتيا.
شارك مع منتخب بلاده في بطولة العالم لكرة اليد للرجال 2017.

## روابط خارجية
- لوفرو ميهيتش على موقع الاتحاد الأوروبي لكرة اليد (الإنجليزية)